# Andrena decolorata
Andrena decolorata är en biart som beskrevs av Laberge och Thorp 2005. Andrena decolorata ingår i släktet sandbin, och familjen grävbin. Inga underarter finns listade i Catalogue of Life.